# Суймалиев, Самат Эгинчиевич
Самат Эгинчиевич Суймалиев (род. 21 февраля 1989) — киргизский футболист и тренер. Главный тренер клуба «Алга». Мастер спорта Кыргызстана по футболу.

## Биография
Начал карьеру в 2004 году в составе клуба «Бишкек» из Первой лиги Кыргызстана. В дальнейшем играл в клубах Высшей лиги — «Мурас-Спорт» (2005—2006) и «Кант-77» (2006—2008). С 2008 по 2009 годы являлся игроком команды Первой лиги «Сок — счастливый день».
Тренерскую карьеру начал в клубе «Абдыш-Ата», где занимался подготовкой детей 2000 года рождения. Суймалиев приводил команду к серебряным наградам на первенстве города Бишкека и Чуйской области в 2012 году. В 2013 году его команда становилась бронзовым призёром международного кубка дружбы и победителем международного турнира имени Амина, а в 2014 году — чемпионом Кыргызстана.
В 2015 году руководил юношеской сборной Кыргызстана до 16 лет, а с 2016 по 2022 год являлся главным тренером национальной сборной до 17 лет. Под его руководством сборная до 16 лет в 2015 году вышла в финальный раунд чемпионата Азии. В январе 2023 года возглавил бишкекский клуб «Алга», выступающий в чемпионате Кыргызстана, заключив контракт до конца сезона.